# Darte un Beso
 (janvier 2021).
La mise en forme du texte ne suit pas les recommandations de Wikipédia : il faut le « wikifier ».
Les points d'amélioration suivants sont les cas les plus fréquents. Le détail des points à revoir est peut-être précisé sur la page de discussion.
- Les titres sont pré-formatés par le logiciel. Ils ne sont ni en capitales, ni en gras.
- Le texte ne doit pas être écrit en capitales (les noms de famille non plus), ni en gras, ni en italique, ni en « petit »…
- Le gras n'est utilisé que pour surligner le titre de l'article dans l'introduction, une seule fois.
- L'italique est rarement utilisé : mots en langue étrangère, titres d'œuvres, noms de bateaux, etc.
- Les citations ne sont pas en italique mais en corps de texte normal. Elles sont entourées par des guillemets français : « et ».
- Les listes à puces sont à éviter, des paragraphes rédigés étant largement préférés. Les tableaux sont à réserver à la présentation de données structurées (résultats, etc.).
- Les appels de note de bas de page (petits chiffres en exposant, introduits par l'outil «  Source ») sont à placer entre la fin de phrase et le point final[comme ça].
- Les liens internes (vers d'autres articles de Wikipédia) sont à choisir avec parcimonie. Créez des liens vers des articles approfondissant le sujet. Les termes génériques sans rapport avec le sujet sont à éviter, ainsi que les répétitions de liens vers un même terme.
- Les liens externes sont à placer uniquement dans une section « Liens externes », à la fin de l'article. Ces liens sont à choisir avec parcimonie suivant les règles définies. Si un lien sert de source à l'article, son insertion dans le texte est à faire par les notes de bas de page.
- La présentation des références doit suivre les conventions bibliographiques. Il est recommandé d'utiliser les modèles {{Ouvrage}}, {{Chapitre}}, {{Article}}, {{Lien web}} et/ou {{Bibliographie}}. Le mode d'édition visuel peut mettre en forme automatiquement les références.
- Insérer une infobox (cadre d'informations à droite) n'est pas obligatoire pour parachever la mise en page.

Pour une aide détaillée, merci de consulter Aide:Wikification.
Si vous pensez que ces points ont été résolus, vous pouvez retirer ce bandeau et améliorer la mise en forme d'un autre article.
Pour la chanson de Carlos Vives et Sebastian Yatra, voir Robarte un Beso
Singles par Prince Royce
Te Perdiste Mi Amor
(2013) Te Robaré
(2014)
Darte un Beso (Vous donner un bisou en français) est une chanson du chanteur américain Prince Royce sortie le 15 juillet 2013 en tant que single.
En 2014, elle est nommée trois fois aux Latin Grammy Awards, "Chanson de l'année", "Record de l'année" et "Meilleure chanson tropicale". La même année elle remporte le prix de "Meilleure chanson populaire de l'année" du Premios Tu Mundo.
La même année encore, un remix sort avec le chanteur brésilien Michel Telo sous le nom de "Te Dar um Beijo".

## Contexte
"Darte un Beso" a été écrite par Geoffrey Rojas, Andrés Castro, Guianko Gomez et Juan Riveros.

## Clip musical
"Darte un Beso" a été mise en ligne sur YouTube en août 2013, la chanson montre, sur une plage, Royce tombe amoureux d'une jeune femme et lui chante ce qu'il ressent. La vidéo se termine avec la femme qui se révèle être une sirène. En octobre 2019, la vidéo avait reçu plus de 1,1 milliard de vues sur YouTube.

## Classements
Darte un Beso
| Chart (2013)                            | Meilleure position |
| --------------------------------------- | ------------------ |
| Colombie (National-Report)              | 1                  |
| République dominicaine (Monitor Latino) | 1                  |
| Mexique (Airplay)                       | 1                  |
| Mexique (Monitor Latino)                | 11                 |
| Espagne (PROMUSICAE)                    | 48                 |
| États-Unis (Hot 100)                    | 78                 |
| États-Unis (Heatseeker Songs)           | 6                  |
| États-Unis (Hot Latin Songs)            | 1                  |
| États-Unis (Latin Pop Airplay)          | 1                  |
| États-Unis (Tropical Airplay)           | 1                  |
| Venezuela (Record Report)               | 46                 |

## Version Michel Teló
Singles par Michel Teló
Levemente Alterado
(2013)
Singles par Prince Royce
Nada
(2014) Soy el Mismo
(2014)
En mai 2014, une version remixée sous le nom de Te Dar um Beijo sort avec le musicien brésilien Michel Teló.
À des fins de marketing en dehors du Brésil, cette version en langue portugaise a été lancée initialement sous le nom de Prince Royce avec Michel Teló le 24 avril 2014 et à des fins de promotion au Brésil sous le nom de Teló avec Royce le 19 mai 2014.
Dans un reportage dans Billboard, la collaboration s'est concrétisée lorsque Telo a contacté le camp de Royce parce qu'il voulait enregistrer "Darte un Beso" en portugais. Royce a dit: "Ils m'ont envoyé une démo approximative et j'ai dit, 'pourquoi ne pas le faire juste ensemble?'".

### Classements
Te Dar um Beijo
| Chart (2014)                                                                                  | Peak position |
| --------------------------------------------------------------------------------------------- | ------------- |
| Brésil (Hot 100) Version portugaise: "Te Dar Um Beijo" par Michel Teló featuring Prince Royce | 5             |

## Certifications
| Région                                                                     | Certification       | Ventes/Streams |
| -------------------------------------------------------------------------- | ------------------- | -------------- |
| Mexique                                                                    | 4 × Diamant+ Or     | 270,000        |
| Espagne (PME)                                                              | Platine             | 40,000^        |
| États-Unis (RIAA)                                                          | 3 × Platine (Latin) | 60 000^        |
| Stremaing                                                                  |                     |                |
| Espagne (PME)                                                              | Platine             | 8,000,000^     |
| xNon précisé par la certification ‡ventes/streaming selon la certification |                     |                |

## Récompenses et nominations
| Année | Récompense          | Catégorie                              | Nomination   | Résultat   |
| ----- | ------------------- | -------------------------------------- | ------------ | ---------- |
| 2014  | Premios Tu Mundo    | Meilleure chanson populaire de l'année | Prince Royce | Lauréat    |
| 2014  | Latin Grammy Awards | Chanson de l'année                     | Prince Royce | Nomination |
| 2014  | Latin Grammy Awards | Record de l'année                      | Prince Royce | Nomination |
| 2014  | Latin Grammy Awards | Meilleure chanson tropicale            | Prince Royce | Nomination |